# Monster House
Monster House, conocida en Hispanoamérica como Monster House: La casa de los sustos, es una película de terror infantil creada con animación por computadora de 2006, estrenada el 1 de septiembre de 2006, contando con la producción de Steven Spielberg bajo su productora Amblin Entertainment. Los personajes de la película están animados principalmente por captura de movimiento, gracias a la empresa ImageMovers, siendo la segunda película en utilizar esta tecnología tan extensivamente, luego de The Polar Express, el primer film de Robert Zemeckis con estas características. La película fue nominada a un premio Óscar a mejor película animada.

## Argumento
La trama principal gira en torno al joven Daniel Jay "D.J". Walters (Mitchel Musso), un chico de doce años de edad que vive en un vecindario de la ciudad que está en frente de la misteriosa casa habitada por Horace Nebbercracker (Steve Buscemi), un anciano gruñón y cascarrabias que se lleva cualquier objeto que caiga en su césped cercano a su casa, desde juguetes hasta triciclos. Por otro lado, los padres de D.J. (Catherine O'Hara y Fred Willard) salen de la ciudad durante el fin de semana a una convención y lo dejan al cuidado de su niñera llamada Elizabeth "Zee" (Maggie Gyllenhaal). Por otro lado, el mejor amigo de D.J. llamado Charles "Chowder" Martin (Sam Lerner), llega a su casa con un nuevo balón de baloncesto que compró recientemente, sin embargo, en medio de un pequeño juego con su amigo, el balón termina cayendo infortunadamente en el césped de la casa de Nebbercracker, por lo que D.J. se lamenta con su amigo por la pérdida del mismo. Sin embargo, Chowder convence a su amigo D.J. de intentar recuperar el balón mientras el viejo Nebbercracker no se percate y salga a buscarlo, por lo que D.J. acepta a regañadientes ayudarlo, pero justo cuando estaba a punto de alcanzarlo, el viejo Nebbercracker lo descubre y rápidamente lo captura y comienza a gritarle de que se alejen de su casa, pero en medio de esto, el anciano súbitamente sufre de un severo ataque cardíaco y se cae inconsciente contra el suelo sobre el joven, dejando a D.J. algo aterrado por lo que sucedió, pero justo en ese momento, la casa parece cobrar vida propia tras presenciar este evento desafortunado, lo cual es más notorio justo cuando la caldera de la chimenea inexplicablemente se enciende y la misma casa comienza a rugir de forma amenazante, poco después, una ambulancia llega al lugar para llevarse al anciano de forma inmediata al hospital, donde en ese instante, D.J. encuentra una misteriosa llave tirada en el césped de la casa, pero justo cuando la ambulancia se retira de la escena y al no escuchar sonar la sirena del vehículo, los chicos asumen que el anciano realmente murió, por otro lado, D.J. observa la casa un momento y empieza a culparse a sí mismo de haber causado involuntariamente la muerte del anciano. Esa misma noche, el propio D.J. recibe llamadas telefónicas inexplicablemente de la casa de Nebbercracker y pide ayuda a Chowder para investigar que es lo que sucede con esa casa. Antes de salir en silencio de su casa, D.J. espía de cerca al novio de Zee, "Bones" (Jason Lee), quien le cuenta a la chica como una vez perdió su cometa cuando está infortunadamente se estrelló en el césped de Nebbercracker cuando era más joven, pero en ese momento, Bones se le abalanza sobre Zee y esta se ve forzada a echarlo de la casa por lo que hizo. Más tarde, Bones ve a su antigua cometa en la puerta de la casa de Nebbercracker, pero justo cuando este la sujeta en un intento por recuperarla súbitamente es jalado por una fuerza misteriosa hacia el interior de la casa. Mientras tanto, D.J. y Chowder investigan la casa pero cuando tocan el timbre, se dan cuenta de que la casa está cobrando vida, lo que hace que intente devorar a Chowder, pero afortunadamente logra salvarse y se revela que la casa es la forma de un monstruo, quien luego después, huyen de la casa monstruo y se ponen toda la noche a vigilar si la casa no presenta movimiento.
A la mañana siguiente, una niña llamada Jennifer "Jenny" Bennett (Spencer Locke) recorre el vecindario vendiendo dulces de Halloween. D.J. y Chowder la ven por el telescopio que se dirige a la casa de Nebbercracker y se apresuran a advertirle del peligro inminente, logrando salvarla antes de que la casa la devore. Tras este evento, Jennifer decide llamar a la policía, pero cuando los agentes Landers y Lester (Kevin James) y (Nick Cannon) llegan al lugar, no creen su historia puesto que la casa no reacciona a las bromas de los niños mientras que los oficiales están ahí. El trío busca entonces el asesoramiento de Reginald "Skull" Skulinski (Jon Heder), un adicto a los videojuegos que afirma ser un experto en matar monstruos. Mientras el propio Reginald está jugando en una máquina de videojuegos arcade, este les explica a los tres chicos de que la casa de Nebbercracker posiblemente se ha convertido en una "Domus mactabilis" (en latín: "Casa Mortal" o "Casa Monstruo"), un ser monstruoso creado cuando un alma humana se funde con una estructura fija y adquiere una forma de monstruo, ante esta situación, los chicos asumen que la casa ahora está poseída por el alma de Nebbercracker. En eso le preguntan a Reginald como pueden detenerla y este les menciona que la única manera de matar a la casa es destruyendo su corazón, su fuente de vida. Mientras estos piensan como encontrar el corazón de la casa, pronto llegan a la conclusión de que el corazón tiene que estar la caldera de la chimenea, ya que según D.J. la chimenea de la casa ha estado humeando desde que Nebbercracker murió previamente. Momentos después, estos idean un plan para entrar a la casa sin ser devorados en el intento, pero en eso D.J. cree que si usan un montón de medicamentos camuflados en un muñeco, en teoría podrían hacer dormir la casa el tiempo suficiente, para que estos puedan apagar la caldera de la chimenea, por lo que le sugiere a Chowder robar los medicamentos de la farmacia donde el padre de este trabaja. Más tarde, los chicos ponen en acción el plan, el cual casi tiene éxito, pero los oficiales Landers y Lester llegan al área y arruinan todo el plan, momentos después, Landers descubre la medicina para el resfriado en el interior del maniquí y los policías encierran al trío en el auto patrulla para llevárselos a la estación, sin embargo, Landers y Lester escuchan un ruido en los alrededores de la casa y deciden ir a examinar la casa. Justo en ese momento, la casa se despierta y devora a Landers y a Lester con suma facilidad, para momentos después devorar el auto patrulla, este último con D.J., Chowder y Jenny en el interior, pero estos se las arreglan para salir del vehículo y se quedan atrapados en el interior de la casa, ya que la casa como los devoró en el auto patrulla, esta asume que finalmente los mató.
Cuando la casa se queda dormida, los chicos comienzan a explorar, quién después Chowder encuentra un candelabro y empiezan a dispararle con sus pistolas de agua, quien pensó que era el corazón pero que en realidad el candelabro era la “úvula” y se dan cuenta de que en el hoyo de la casa es la garganta, los tablones picudos que están fuera son los dientes y la alfombra es la lengua, mientras la casa vuelve a quedarse dormida, caen en el sótano de la casa, el cual está repleto de todos los juguetes que Nebbercracker había robado con el paso de los años y en eso encuentran una jaula cerrada que se abre con una llave que encontró D.J. en el jardín de Nebbercracker previamente. Al entrar al interior de la jaula, los chicos encuentran el cuerpo de Constance (Kathleen Turner), la gigantesca esposa de Nebbercracker, cubierta completamente con cemento, pero justo cuando D.J. se acerca a ver el cuerpo de cerca, este se tropieza y accidentalmente rompe el cascarón del cemento donde se revela su esqueleto y la casa se despierta y empiezan a esconderse, pero en un descuido de Chowder, la casa se da cuenta de que están adentro y comienza a atacarlos, pero Chowder, D.J. y Jenny fuerzan a la casa para que vomite agarrándose de su "úvula". El trío se sorprende cuando Nebbercracker llega a su casa aún estando con vida, donde se revela que este en realidad no murió en el ataque cardíaco que sufrió previamente, pero ahora tiene con el brazo enyesado y les revela que la casa en realidad está poseída por el alma de su esposa Constance. Pero en ese momento, D.J. le cuestiona al anciano si este en realidad asesinó a su esposa o simplemente ella murió por un accidente involuntario y el mismo Nebbercracker les confiesa que en su juventud conoció a Constance, cuando ella era una fenómeno de circo la cual sufría muchas humillaciones por el público, especialmente de los niños, pero aún con eso, Nebbercracker se había enamorado de ella sin importarle su tamaño y obesidad. Después de ayudarla a escapar del circo, ella y Nebbercracker finalmente se casaron, con el paso del tiempo, ambos adquirieron un terreno para vivir y comenzaron a construir su futura casa, pero un día de Halloween, unos niños de su futuro vecindario, comenzaron a molestarla lanzándole piedras y huevos, lo que a su vez causó que Constance reviviera sus antiguos traumas de sus días en el circo, aún con eso, su esposo trató de calmarla y le mencionó que mientras él estuviera ahí no iba a permitir que le hicieran daño, pero debido los constantes ataques con huevos de parte de los niños, Constance pierde la paciencia y trata de atacarlos con un hacha, pero rápidamente Nebbercracker interviene y le quita el hacha, sin embargo y debido a su tamaño, Constance pierde el equilibrio y se cae en los cimientos de la casa, pasando a activar también de forma accidental la máquina mezcladora de cemento, la cual vertió su contenido encima de ella, matándola en el acto. Un tiempo después de aquella tragedia, Nebbercracker por fin terminó de construir la casa luego de la muerte de Constance, sabiendo que eso era lo que ella hubiera querido. Pero consciente de que el lado herido y vengativo de Constance hizo que la casa cobrara vida y a raíz de ese fatídico día, el viejo Nebbercracker trató de alejar a la gente fingiendo ser un hombre amargado que odia a los niños evitando así la muerte de varios inocentes por una mujer que odia a todo el mundo por sus antiguos traumas.
Justo cuando Nebbercracker iba a regresar a la casa comprendiendo todo por lo que pasó el anciano, D.J. le dice a Nebbercracker que es el momento de dejar ir a Constance, por un momento dice que si deja que se vaya estará solo el resto de su vida, pero D.J. le dice que no es cierto, al final Nebbercracker le da la mano a D.J. en señal de razón, cosa que acaba enfureciendo a Constance al ver esto por lo que libera los cimientos de la casa y persigue al grupo a una sede de construcción cercana. Nebbercracker intenta convencer a Constance de acabar con esto mientras le muestra un cartucho de dinamita, pero Constance se niega a dejar que Nebbercracker haga estallar su casa. Chowder pelea con la casa en una retroexcavadora, y la hace caer en un pozo pareciendo que había terminado todo, pero la casa vuelve a moverse y vuelve a atacar a Chowder. Entre tanto, Nebbercracker le entrega la dinamita a D.J. para que este pueda encenderla con la ayuda de Jenny, pero se suben a la cima de una grúa, mientras que Chowder distrae a Constance. Finalmente, el joven D.J. lanza la dinamita en la chimenea y la casa explota en mil pedazos, destruyéndola por completo. El trío ve a Nebbercracker bailar con el espíritu de Constance por última vez antes de que ella se desvanezca y pueda irse al otro mundo en paz. Poco después, D.J. se disculpa con Nebbercracker por la pérdida de su casa y su esposa, pero Nebbercracker le da las gracias ya que ahora están libres, él y de Constance después de 45 años. Esa noche de Halloween, los niños con sus disfraces de Halloween se alinean en el sitio de la casa de Nebbercracker, donde D.J., Chowder, Jennifer y Nebbercracker ayudan a devolver todos los juguetes a sus propietarios. Los padres de Jennifer vienen a recogerla y antes de irse prometen volverse a juntar, D.J. y Chowder deciden salir a pedir dulces.
Después de los créditos, empiezan a salir las personas que la casa se había "devorado" y también muestra a Zee con Skull y aparece Bones con su cometa perdida.

## Reparto

### Principales
- Mitchel Musso como Dustin Jay "D.J." Walters, un niño de doce años, quien espía a Nebbercracker través de su telescopio. Actúa y es tratado como un chico más joven, aunque este se considera el mismo un adulto y hombre maduro; y, a menudo, se le considera loco.
- Sam Lerner como Charles "Chowder" Martin, el mejor amigo de D.J., tiene la costumbre de actuar de manera extraña y torpe a lo largo de la película y parece tener una vida familiar inestable.
- Spencer Locke como Jennifer "Jenny" Bennett, una niña inteligente de trece años de edad que asiste a una escuela sólo para niñas llamada Westbook Prep. D.J. y Chowder están enamorados de ella, a pesar de que sólo le devuelve el afecto a D.J.
- Steve Buscemi como Horace Nebbercracker, un anciano y antiguo experto en "demolición" que vive al otro lado de la calle de D.J.. Se le conoce por robar todo lo que cae en su césped.
- Maggie Gyllenhaal como Elizabeth "Zee", la grosera y sarcástica niñera adolescente de D.J., Zee se hace pasar por una chica dulce en frente de los padres de D.J., cuando realmente es gótica, tiene un novio punk y es una gran fan de una banda llamada "SkullxBones".
- Catherine O'Hara y Fred Willard como El Sr. y la Sra. Walters, los padres de D.J.
- Jason Lee como Bones, el novio de Zee. Le encanta torturar a D.J., y de acuerdo con Zee, está en una banda.
- Jon Heder como Reginald "Skull" Skulinski, un aficionado de los videojuegos. D.J. asegura una vez que estuvo cuatro días jugando a un videojuego de arcade sin salir del cuarto con un galón de leche con chocolate y un pañal para adultos.
- Kevin James y Nick Cannon como agentes Landers y Lester. Landers es un policía con experiencia de una manera relajada, bromeando, mientras que Lester es un novato en su primera semana.
- Kathleen Turner como Constance Nebbercracker, una enorme mujer que participó en un espectáculo de fenómenos de circo en la década de los 60. A lo largo de su vida, los niños la ridiculizan por su tamaño, haciendo que desarrolle un intenso odio por todo el mundo, en especial, los niños.

El doblaje japonés tiene "Seishun no Tobira" de Ikimonogakari para los créditos finales.

## Recepción
Monster House ha recibido críticas mayormente positivas de parte de la crítica profesional y de la audiencia. En el sitio Rotten Tomatoes, la película tiene una aprobación de 74%, basada en 158 reseñas, de parte de la crítica y una aprobación de 64% de parte de la audiencia, siendo la segunda película animada de ImageMovers con mejor calificación (Solo por detrás de Beowulf). El consenso crítico de la página dice: "Monster House le da la bienvenida tanto a niños como adultos dentro de una casa llena de diversión inteligente y monstruosa".
Metacritic le da a la película una puntuación de 68 de 100, basada en 32 críticas, indicando "reseñas generalmente favorables". Las audiencias de CinemaScore le dieron a la película un "B" en una escala de A+ a F, mientras que en IMDb tiene una puntuación de 6.6/10, sobre la base de más de 68 000 votos.